# 유라자오

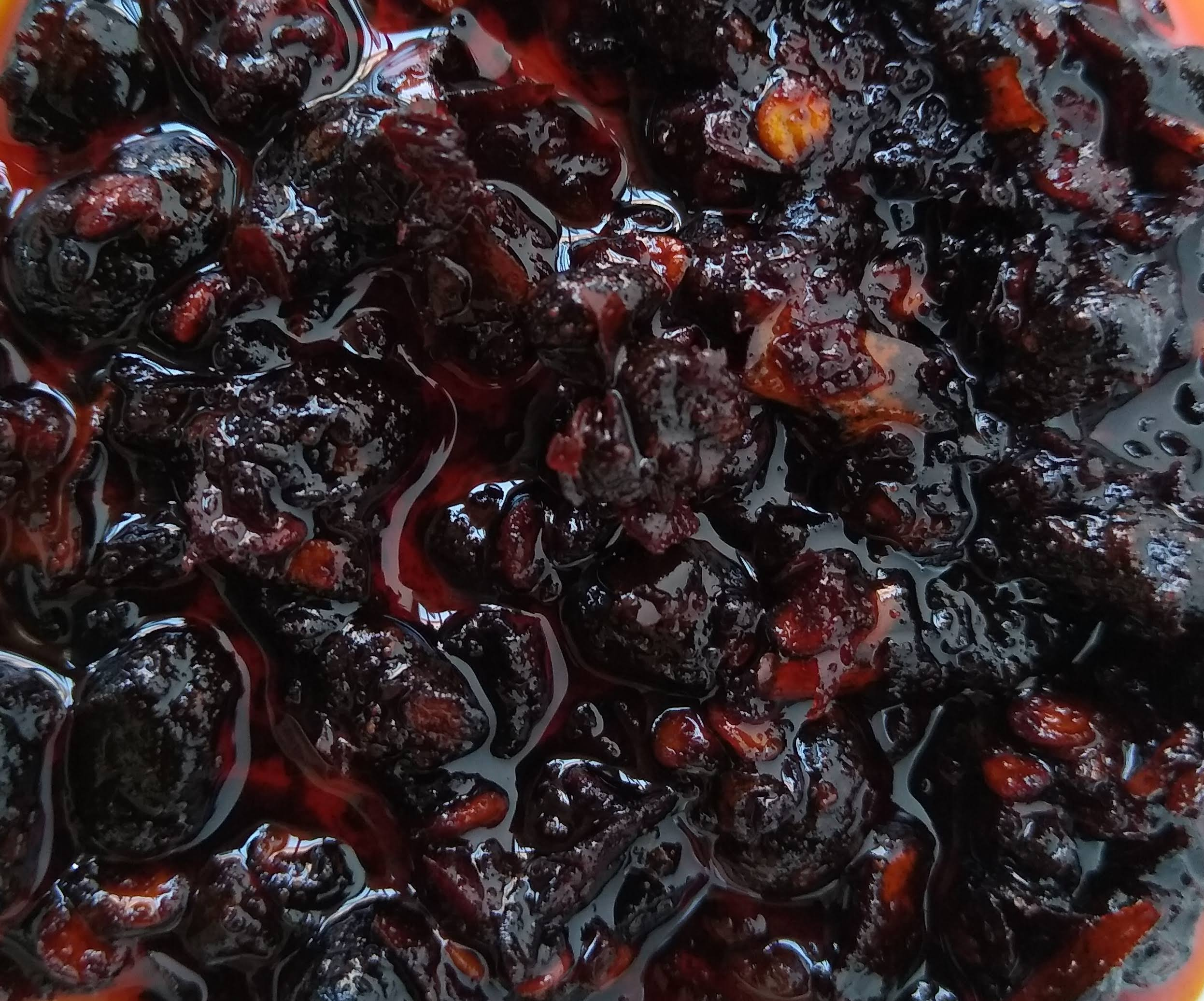
유라자오

유라자오(중국어: 油辣椒, 병음: yóu làjiāo, 한자음: 유랄초)는 중국식 고추기름 소스이다. 라오간마 브랜드의 유라자오가 세계적으로 유명하다.
쓰촨식 훙유는 뜨겁게 데운 기름을 고춧가루에 부어서 우린 다음 건더기를 걸러 맑게 만들지만, 구이저우 등에서 먹는 유라자오는 빻은 고추를 낮은 온도(90~100°C)의 기름에 튀겨서 바삭바삭하게 만들고, 건더기를 함께 먹는다. 

## 지역별 유라자오

### 구이저우
구이저우 유라자오(贵州油辣椒, Guìzhōu yóu làjiāo, 귀주 유랄초)는 채자유에 생강과 마늘 등 향신채, 더우츠 등을 넣고 끓여 향을 낸 다음, 빻은 건고추를 넣어 바삭바삭해질 때까지 튀겨 만든다. 땅콩이나 잘게 썬 더우간 등 바삭바삭한 식감을 내는 식재료를 함께 튀기기도 하며, 마지막에 소금, 설탕, MSG, 화자오, 참깨를 넣기도 한다.

### 산시
산시 유포라쯔(陕西油泼辣子, Shǎnxī yóu pō làzi, 섬서 유발랄자)는 라오천추를 넣어 만들기도 한다.

### 윈난
윈난 유라쯔(云南油辣子, Yúnnán yóu làzi, 운남 유랄자)는 여러 가지 향신료를 넣어 만든다.